# Виронас
Виронас, некада Вирон (грч. Βύρωνας Vyronas) насеље је у Грчкој и једно од великих предграђа главног града Атине. Виронас припада округу Средишња Атина у оквиру периферије Атика.

## Положај
Виронас се налази југоисточно од управних граница града Атине. Удаљеност између средишта ова два насеља је свега 10 км. То је такође једно од веома брдовитих предграђа Атине - од 20 до преко 100 метара надморске висине.

## Становништво
Кретање броја становника у општини по пописима:
| 1981.  | 1991.  | 2001.  | 2011.  |
| ------ | ------ | ------ | ------ |
| 57.880 | 58.523 | 61.102 | 61.308 |